# Центральний індустріальний регіон (Польща)
Центральний Індустріальний Регіон (пол. Centralny Okręg Przemysłowy, абревіатура COP) промисловий регіон у Польщі. Один з найбільших економічних проєктів Другої Польської Республіки. 5-річний проєкт ініціював знаменитий польський економіст, заступник прем'єр-міністра і міністр фінансів Еугеніуш Квятковський. Його мета була створити великий промисловий центр посеред країни, в міру можливості подалі від будь-яких кордонів, підсилюючи польську економіку і скорочуючи безробіття. Чотирьох річний план по розвитку СОР був затверджен 1 вересня 1936 і мав бути закінченний 30 липня 1940, але був перерваний початком Другої Світової війни і Німецьким вторгненням в Польщу 1 вересня 1939. Проєкт СОР мав успіх в польській промисловості, і значно розширився після кінця війни в 1945, COP був відновлений і розширений Польською Народною Республікою.

## Історія
Починаючи з 1928, у Польщі намагаються створити, індустріальний регіон, посеред країни, який якнайдалі буде від кордонів Німеччини або Радянської Росії. План був остаточно схвалений в 1936 польським урядом.

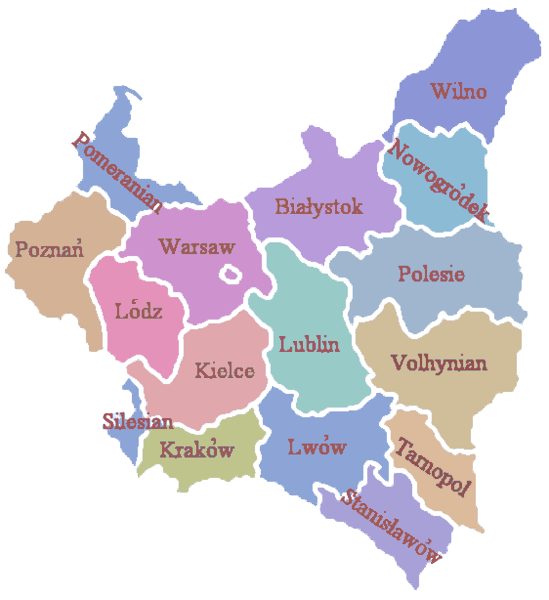
Польські воєводства 1922—1939

COP було розташоване на територіях наступних колишніх воєводств: східні частини Келецького воєводства і Краківського воєводства, південна частина Люблінського воєводства, і західна частина Львівського воєводства, 46 повітів, що є 15.4 % території і 17 % населення Польщі. Чинник урбанізації цих територій склав 17 % (94 міст), порівняно з середньопольською величиною 30 %. Аргументи для такого розташування COP були:
a) військовий — відносно велика відстань від західного кордону (Польща чекала на німецький напад), захищенно з півдня Карпатами.
b) демографічний — вельми висока щільність населення (100 чоловік на квадратний км) з високим безробіттям (400—700,000): c) економічний -, щоб підсилити здебільше сільськогосподарський ринок Східної Польщі і створити ринок для індустріальної продукції Західної Польщі, і енергетичний ринок для Південної Польщі. Крім того, цей регіон мав дещо нерозробленні природні ресурси (камінь, залізо, глина, плюс деякі енергетичні ресурси).
d) соціальний -, щоб скоротити безробіття, все ще високе в здебільше сільськогосподарських регіонах Східної Польщі, після Великої Депресії.
Мережа COP вимагала гігантські фінансові інвестиції — лише розвиток інфраструктури і військової промисловості був оцінений в 3 млрд. злотих. Оскільки очикування війни зростали, приватні інвестиції з Європи в кінці 1930-х були маленькі, і тому польський уряд ніс більшість з тягаря фінансування проєкту: за роки 1937—1939, COP спожив приблизно 60 % всіх польських інвестиційних фондів.

## Досягнення
Наступні індустріальні проєкти були частиною мережі: металургійний завод і електростанція в Сталевій Волі, гумова фабрику в Дембиці, автомобільний завод в Любліні, літакобудівний завод в Мелеці, авіадвигунний і артилерійський завод в Ряшіві, гідроелектростанція в Рожнові і Мишковці, розширення Zakłady Azotowe в Мосцицькі. Військова промисловість в Старопольському Індустріальному Регіоні був розширена в містах Радом, Скаржисько-Каменна, Островець-Свентокшиський, Стараховиці, Кельці. Більшість інвестицій були в регіони з високим безробіттям, і мали успіх в послабленні соціальної напруги і підсиленні польської економіки.
Розвиток COP і подібні проєкти, на кшталт до будівництва портового міста в Гдині, були найбільшими видатними досягненнями Другої Польської Республіки, відзначаючи початок нової ери незалежності. Мережу COP підтримав комуністичний уряд Польщі після Другої світової війни.
Кінець будівництва мережі був липень 1940, і Польща не мала достатнього коштів, щоб здійснювати в повному об'ємі фінансування власноруч, перед початком війни, тому вклад COP в переобладнання польського війська на початок війни був відносно незначущим, і вніс замало, щоб відшкодувати нищівну матеріальну перевагу німецького війська.
Німецька тактика бліцкригу в Другій Світовій Війні, з їх швидкими пересуванням моторизованих сил і атакою авіації великої дальності, гарантувала, що регіон COP зазнає невдачу як безпечна гавань польської промисловості. В усякому разі, німецький поділ Чехословаччини показав, що заводи COP є на прямому шляху німецького нападу із Словаччини. Протягом німецької окупації, більшість заводів працювала, на переобладнання німецького війська. Після війни, промислові підприємства були розширені і головним чином продовжують працювати сьогодні.